# Dolphin Spur
Il Dolphin Spur (in lingua inglese: Sperone del delfino) è un vasto sperone roccioso coperto di ghiaccio situato nel Commonwealth Range, catena montuosa che fa parte dei Monti della Regina Maud, in Antartide.  
È posizionato subito a est del Mount Patrick con un andamento discendente verso nord fino a raggiungere le estreme propaggini settentrionale del Ghiacciaio Hood. I molti affioramenti rocciosi che lo caratterizzano, quando vengono osservati dalla parte inferiore del ghiacciaio danno l'impressione di un branco di delfini che si tuffa nel mare. 
La denominazione fu assegnata dalla New Zealand Alpine Club Antarctic Expedition (1959–60).